# Ваља Појениј (Прахова)
Ваља Појениј (рум. Valea Poienii) насеље је у Румунији у округу Прахова у општини Ваља Калугареаска. Oпштина се налази на надморској висини од 178 m.

## Становништво
Према подацима из 2002. године у насељу је живело 379 становника, од којих су сви румунске националности.